# Nadja Abd el Farrag

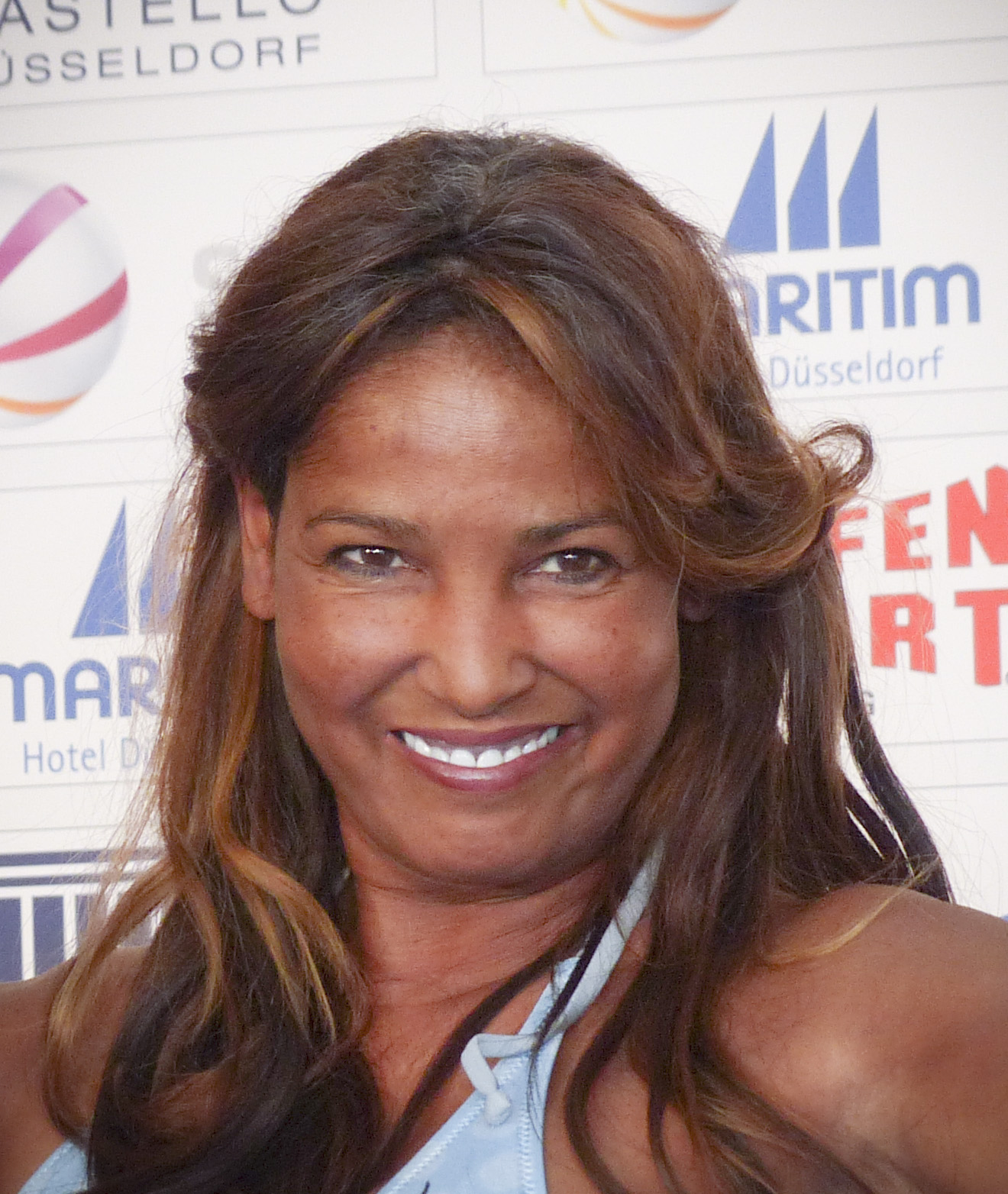
Nadja Abd el Farrag (2013)

Nadja Abd el Farrag (* 5. März 1965 in Hamburg; † 9. Mai 2025 ebenda) war eine deutsche Fernsehmoderatorin, Sängerin und Darstellerin. Sie war ursprünglich als Lebensgefährtin des Musikproduzenten Dieter Bohlen bekanntgeworden und trat meist unter dem Spitz- und Künstlernamen Naddel in Erscheinung.  

## Leben
Abd el Farrags deutsche Mutter war bei ihrer Geburt 20 Jahre alt, ein Jahr später wurde ihre Schwester geboren. Der Vater (1942–2001) war ein Sudanese, der zum Biologiestudium nach Hamburg gekommen war, dann das Studium abbrach und einen Autohandel betrieb, um die in Hamburg-Altona lebende Familie zu ernähren. Abd el Farrag wurde vom Vater streng erzogen. Ein Jahr vor dem Abitur brach sie die Schule ab und zog zu einer Freundin. Sie begann eine Lehre als Apothekenhelferin und jobbte daneben in einer Boutique. Ihr Vater brach den Kontakt zu ihr ab.
Von 1989 bis 1996 und von 1997 bis 2001 war sie die Freundin von Dieter Bohlen und Backgroundsängerin in seinem Musikprojekt Blue System. Sie lebten in Tötensen in Niedersachsen. 1999 war sie im Playboy mit zwei Fotostrecken vertreten. Von 1999 bis 2000 präsentierte sie als Moderatorin das RTL-2-Erotikformat Peep!. In der auf Mallorca gedrehten Fernsehserie S.O.S. Barracuda trat sie in mehreren Folgen als Polizistin Eva Stein auf. Zudem wirkte sie, vermittelt von dem Manager und Schriftsteller Gerd Graf Bernadotte (1952–2012), in der Fernsehsendung Banzai mit. 2002 hatte sie eine kurze Beziehung mit dem Komponisten Ralph Siegel.
Nachdem sie zwischenzeitlich als Altenpflegehelferin in Hamburg gearbeitet hatte, veröffentlichte sie im Mai 2002 ein Kochbuch. Im September 2003 erschien das Buch Ungelogen mit Details aus ihrer Jugend sowie aus ihrem Zusammenleben mit Bohlen. Das Buch enthielt umstrittene Aussagen über ihren ehemaligen Manager Graf Bernadotte, weswegen er sie auf Unterlassung verklagte.
Abd el Farrag nahm 2004 an der zweiten Staffel der RTL-Show Ich bin ein Star – Holt mich hier raus! teil. 2005 trat sie eine Woche lang als Gast bei Big Brother auf. Ende 2006 sang sie im Studio zusammen mit Kurt Elsasser das Duett Blinder Passagier ein. 2007 entstand das gemeinsame Album Weiße Pferde. 2007 ließ sie ihren Künstlernamen Naddel als Marke registrieren; 2017 wurde die Marke gelöscht. 2008 arbeitete sie auch als DJ. 2009 trat sie als Werbeträgerin für Produkte des Orion-Versandhandels und für die Erotikmesse Venus Berlin auf.
2013 nahm sie am Promiboxen des Fernsehsenders Sat.1 teil, 2015 an der Sendung Ich bin ein Star – Lasst mich wieder rein! auf RTL. 2016 und 2018 war sie in der Sendung Raus aus den Schulden zu sehen. 2018 erschien ein weiteres autobiographisches Buch, in dem sie ihre Alkoholkrankheit beschrieb und öffentlich machte, dass sie an Leberzirrhose litt. 2020 wohnte sie in Dangast und arbeitete als Kellnerin.
2023 bildete sie mit dem Entertainer Andreas Ellermann ein musikalisches Duo, das zwei Schlager-Coverversionen veröffentlichte. 2024 verkündete sie ihren Rückzug aus der Öffentlichkeit und hatte im Mai beim Hamburger Schlagermove zusammen mit Ellermann ihren letzten Auftritt.
Nadja Abd el Farrag starb im Mai 2025 im Alter von 60 Jahren in einem Krankenhaus in Hamburg an Multiorganversagen. Sie wurde auf dem Friedhof Ohlsdorf beigesetzt.

## Veröffentlichungen
Bücher
- Naddel kocht verführerisch gut. Südwest, München 2001, ISBN 3-517-06538-2.
- Ungelogen – (k)eine Liebesgeschichte. 2. Auflage. Herbig, München 2003, ISBN 3-7766-2339-X.
- mit Sybille F. Martin: Achterbahn. Eine Biografie. Obermayer, Buchloe 2018, ISBN 978-3-943037-46-3.

Musik
- Der Kult im Camp!, Song für den Sampler Dschungel-Stars 2: Dschungelfieber, 2004
- Weiße Pferde, mit Kurt Elsasser, Album, 2007
- Blinder Passagier, mit Kurt Elsasser, Single, 2007
- Weil ich dir vertrau, mit Kurt Elsasser, Single, 2008
- Amore per sempre, mit Kurt Elsasser, Single, 2008
- Heimat, mit Kurt Elsasser, Single, 2008
- Kleiner Hai, Onkel Balu feat. Ray Jr. vs. Naddel, Single, 2008
- Sun of Mallorca, Single, 2009
- Zieh dich aus kleine Maus, Naddel feat. Die Apostel, Single, 2010
- The Beat is on, T. Cane feat. Nadja Abd el Farrag und Greg Bannis, Single, 2011
- Knietief im Dispo, Naddel & Krümel, Single, 2016
- Fiesta Mexicana, mit Andreas Ellermann, Single, 2023
- Ich bin verliebt in die Liebe, mit Andreas Ellermann, Single, 2023

## Filmografie
- 2001–2002: S.O.S. Barracuda (Fernsehserie, 4 Folgen)
- 2002: Unser Charly (Fernsehserie, Folge 83: Charly auf Tour)
- 2007: Crazy Race 3 – Sie knacken jedes Schloss
- 2011: Alarm für Cobra 11 – Die Autobahnpolizei (Fernsehserie, Folge 224: Wettlauf gegen die Zeit)